# Opiker
Opikerna var en italisk falisisk folkgrupp. De bosatte sig i Kampanien i den första indoeuropeiska vågen och assimilerades fullständigt med nästa våg av italiska indoeuropeer - oskerna. En rest av opikerna och deras betydelse ligger i benämningen av oskernas land, Opicia.